# 潘特雷蒙·库利什
潘特雷蒙·奧歷山卓維奇·库利什（羅馬化：Panteleimon Oleksandrovych Kulish；1819年8月7日—1897年2月14日），乌克兰作家、评论家、诗人、民俗学家和翻译家。曾在基辅大学学习，但由于非贵族身份，未能完成学业。库利什首先将整本圣经翻译成现代乌克兰语，该译本于1903年由英国和外国圣经协会在维也纳出版。  他是乌克兰历史小说的开创者之一，著有以哥萨克时期为背景的著名小说《黑色议会》（Чорна рада）。